# إدي بيريز (عازف قيثارة)
إدي بيريز (بالإنجليزية: Eddie Perez) هو عازف قيثارة أمريكي، ولد في 26 يونيو 1968 في لوس أنجلوس في الولايات المتحدة.